# Jesencovité
Jesencovité (Celastraceae) je čeleď vyšších dvouděložných rostlin z řádu jesencotvaré (Celastrales). Jsou to byliny i dřeviny s jednoduchými listy a pravidelnými, většinou nenápadnými květy. Plody jsou různorodé. Čeleď zahrnuje asi 1300 druhů v 98 rodech a je rozšířena po celém světě, zejména v tropech. V České republice roste brslen evropský, brslen bradavičnatý a tolije bahenní. Různé druhy brslenu a jesence jsou pěstovány jako okrasné dřeviny. Kata jedlá je využívána ve východní Africe jako povzbuzující prostředek.

## Popis
Zástupci čeledi jesencovité jsou byliny, keře, liány a nevelké stromy se vstřícnými nebo střídavými jednoduchými listy, většinou s drobnými palisty. Květy jsou jedno nebo oboupohlavné, pravidelné, obvykle drobné, v květenstvích různých typů nebo jednotlivé. Kalich a koruna jsou v počtu 4 nebo 5. Tyčinky jsou 3 až 5 a jsou vůči korunním plátkům postaveny střídavě (na rozdíl od velmi podobných květů čeledi řešetlákovité (Rhamnaceae), kde jsou naproti korunním plátkům). Nitky tyčinek jsou volné nebo výjimečně na bázi srostlé. V květech je obvykle přítomen velký dužnatý nektáriový terč. Semeník je svrchní nebo polospodní, výjimečně spodní, srostlý z 1 až 5 plodolistů. Čnělka je jedna nebo až 5. V plodolistu je 1 až mnoho vajíček. Plodem je tobolka, bobule, peckovice, poltivý plod (schizokarp) nebo křídlatá nažka (samara). Semena mají často nápadný míšek a velké embryo většinou obklopené bohatým endospermem.

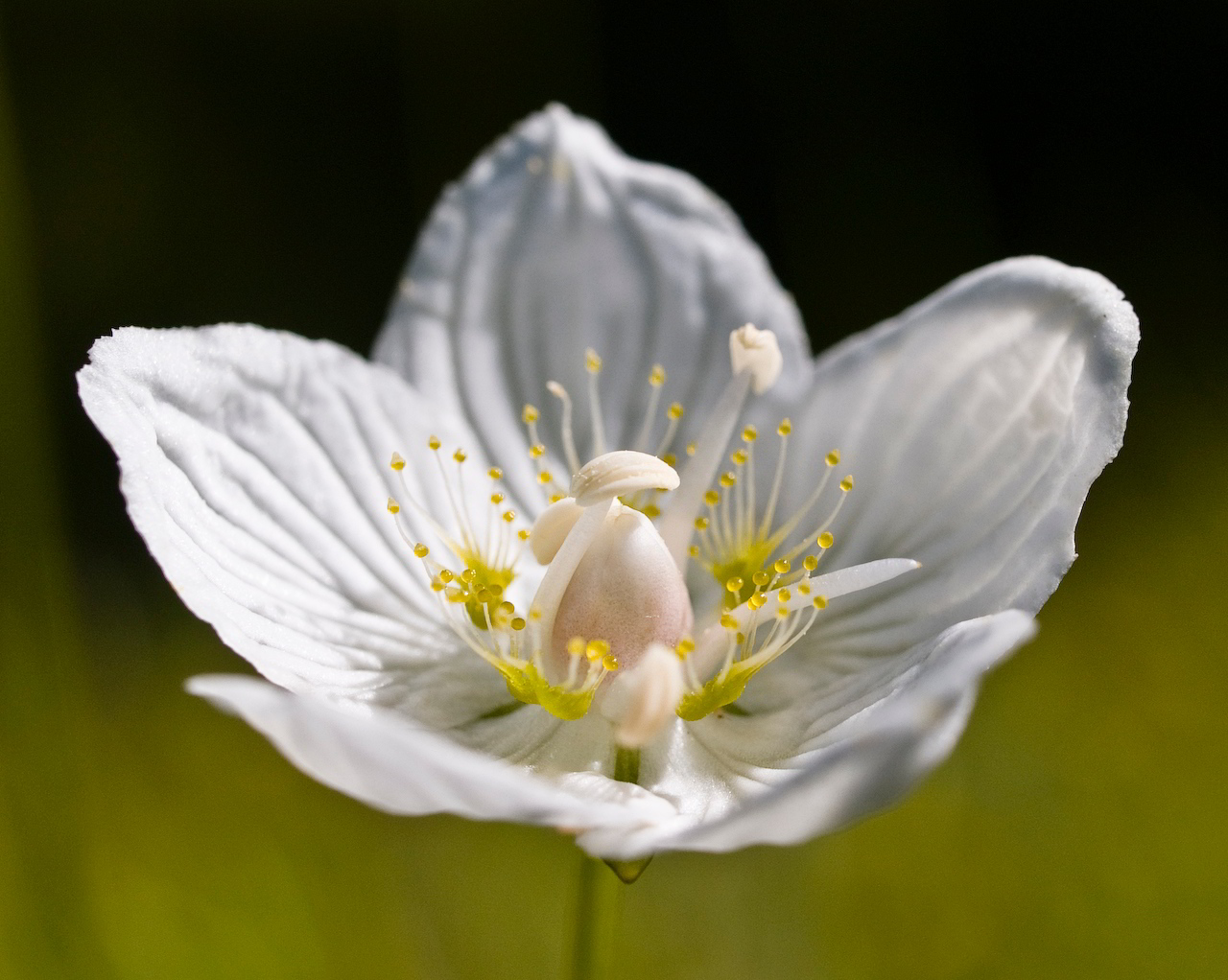
Tolije bahenní (Parnassia palustris)
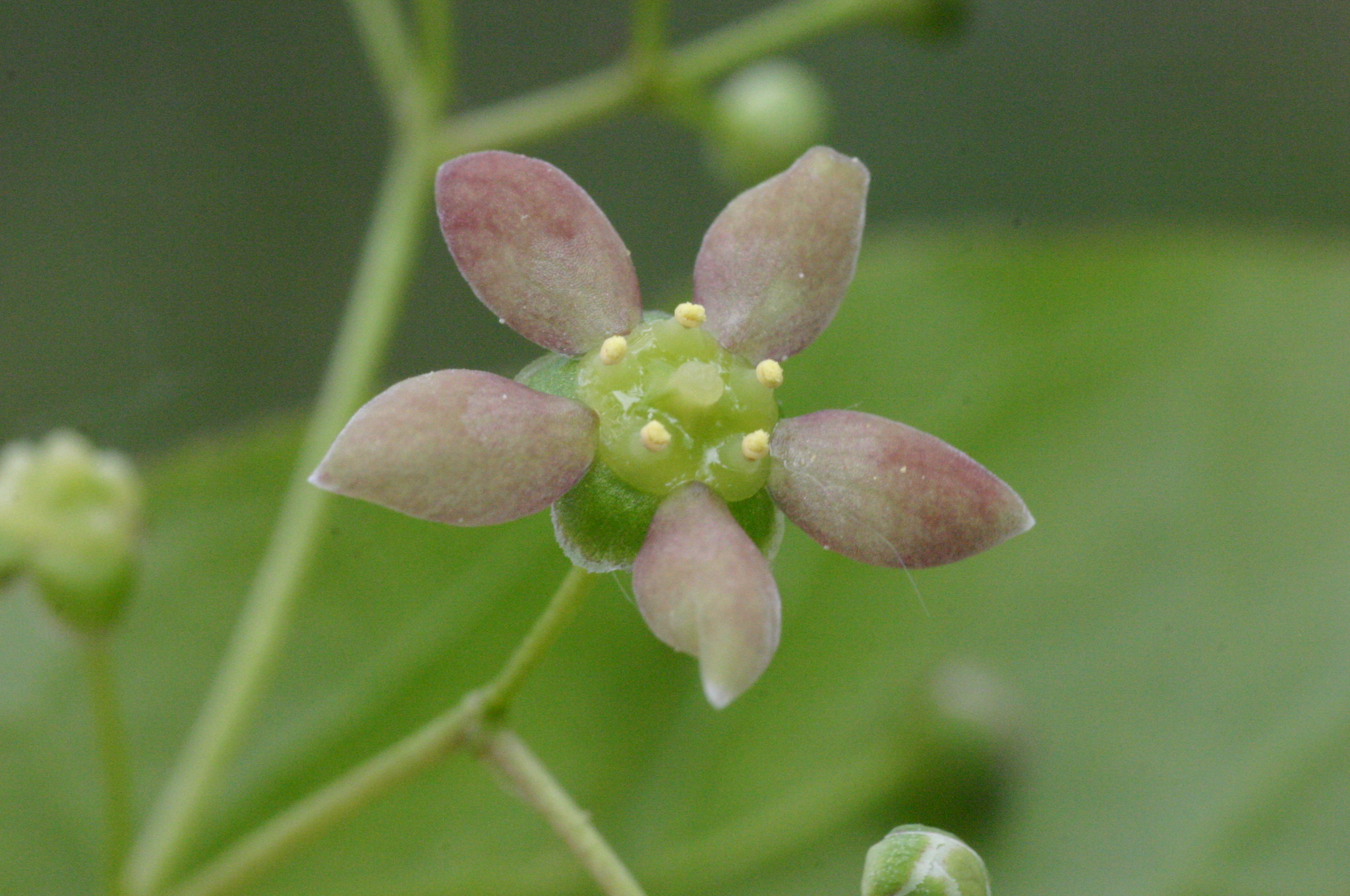
Detail květu brslenu širokolistého (Euonymus latifolius)
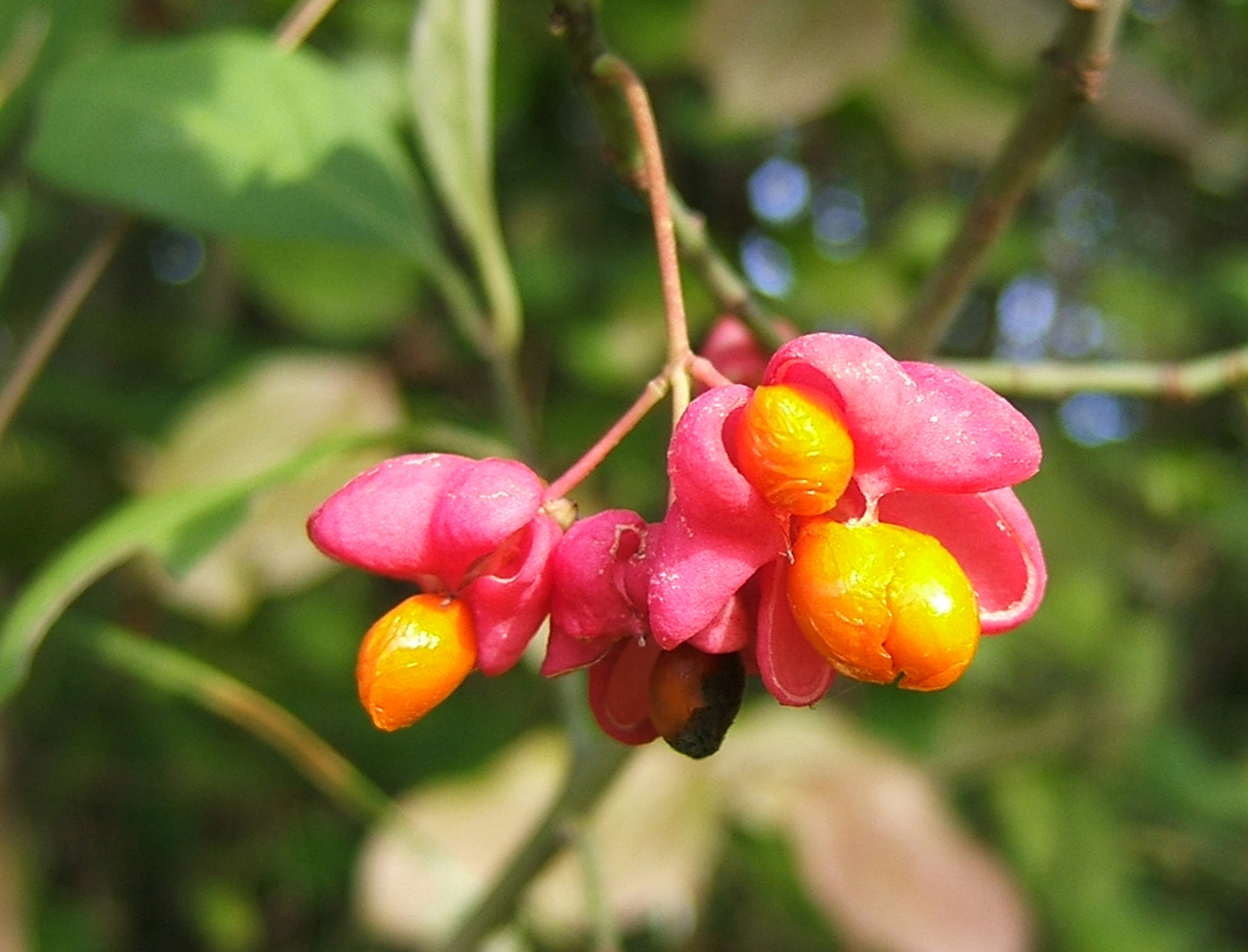
Plody brslenu evropského (Euonymus europaeus)
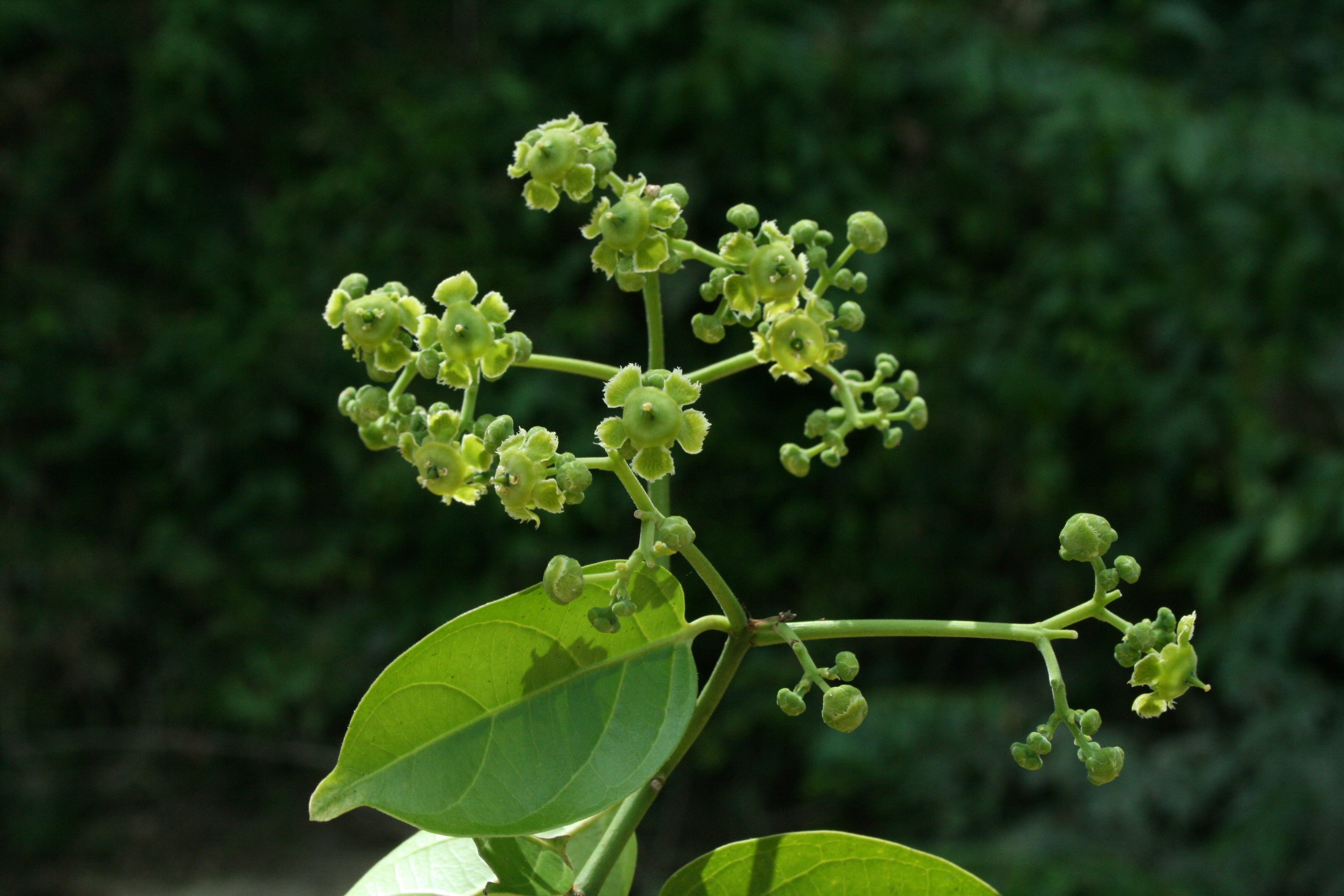
Tropická liána Prionostemma aspera

## Rozšíření
Čeleď zahrnuje 98 rodů a asi 1300 druhů a je rozšířena kosmopolitně na všech světadílech. Většina zástupců roste v tropech a subtropech a pouze některé rody přesahují do mírného pásu.
V původní květeně České republiky jsou jesencovité zastoupeny 3 druhy ve 2 rodech. Nejhojněji se zde vyskytuje brslen evropský (Euonymus europaeus). Brslen bradavičnatý je původní dřevinou pouze na jižní Moravě. Tolije bahenní (Parnassia palustris) se vyskytuje převážně jen v horských a podhorských oblastech. V jižnějších oblastech Evropy se dále vyskytuje brslen širokolistý (E. latifolius) a v Rumunsku a jihozápadním Rusku brslen nízký (E. nanus). Do Španělska zasahuje z Afriky majten Maytenus senegalensis.

## Ekologické interakce
Květy jsou opylovány nejčastěji včelami, mouchami a brouky, lákanými nektarem vylučovaným z nektáriového terče. Mnoho druhů jesencovitých má semena s nápadným barevným míškem, která jsou šířena ptáky a opicemi pojídajícími plody a vylučujícími semena. Podobně jsou šířena i semena některých druhů s peckovicemi. U některých rodů (Wimmeria, Zinowiewia) jsou semena křídlatá a jsou šířena větrem. Řada zástupců bývalé čeledi Hippocrateaceae má okřídlené tobolky.

## Taxonomie
Čeleď jesencovité prošla s nástupem molekulárních metod četnými změnami, z nichž nejvýznamnější je vřazení čeledí Hippocrateaceae a tolijovité (Parnassiaceae) a vyjmutí rodu Goupia do samostatné čeledi Goupiaceae.
V Cronquistově systému byla čeleď jesencovité (s rodem Goupia) a čeleď Hippocrateaceae řazena do řádu Celastrales, čeleď tolijovité (Parnassiaceae) byla součástí čeledi lomikamenovité (Saxifragaceae).
V systému APG I byla čeleď Goupiaceae řazena do řádu Malpighiales, zatímco čeleď jesencovité zůstala stejně jako čeledi tolijovité (Parnassiaceae) a Stackhousiaceae ve skupině čeledí s nejasným zařazením.
Pozdější systém APG II umisťuje čeleď jesencovité spolu s dalšími 3 čeleděmi do řádu Celastrales v rámci skupiny dvouděložných nazývané Rosids I. Molekulárními metodami bylo zjištěno, že dříve rozlišovaná čeleď Hippocrateaceae (24 rodů a přes 350 druhů) tvoří monofyletickou větev uvnitř čeledi jesencovité, a byla do ní vřazena jako jedna z podčeledí. Jmenovaná skupina se od zbytku čeledi liší především 3 tyčinkami, umístěnými uvnitř nektáriového terče. Semena nemají aril ani endosperm. K přesunům došlo i v případě některých rodů, dříve do čeledi jesencovité zařazovaných (rod Bhesa byl přeřazen do řádu Malpighiales, Perrottetia do Huerteales a rod Forsellesia do čeledi Crossosomataceae. Naopak rody Canotia a Plagiopteron, dříve řazené do samostatných čeledí, byly vřazeny do jesencovitých, stejně jako čeleď Stackhousiaceae (tři rody) a rod Brexia.
V systému APG III, publikovaném v roce 2009, byla do čeledi jesencovité (Celastraceae) vřazena čeleď tolijovité (Parnassiaceae) se 2 rody.
Rod Plagiopteron byl některými taxonomy oddělován do monotypické čeledi Plagiopteraceae.

## Zástupci
- brslen (Euonymus)
- jesenec (Celastrus)
- kasine (Cassine)
- kata (Catha)
- majten (Maytenus)
- puterlikie (Putterlickia)
- salacie (Salacia)
- stakhusie (Stackhousia)
- tlustoblizník (Paxistima, syn. Pachistima)
- tolije (Parnassia)
- trojkřídlec (Tripterygium)[5][6]

## Význam
Různé druhy brslenu, jesence, trojkřídlec a v tropech i Schaefferia jsou pěstovány jako okrasné dřeviny. Kata jedlá (Catha edulis) je psychoaktivní rostlina, využívaná zejména ve východní Africe. Některé druh jesencovitých jsou v tropech těženy pro dřevo, zejména majten (Maytenus) a Wimmeria. Rod majten je rovněž využíván v medicíně. Plody salacie (Salacia) a Peritassa slouží lokálně jako potrava, jedlá jsou i semena Hippocratea volubilis, která jsou též zdrojem oleje.
Některé druhy salacie jsou používány v tradiční medicíně (např. v Ájurvédě). Dnes je salacie populární např. v USA a Japonsku v prevenci cukrovky a obezity.

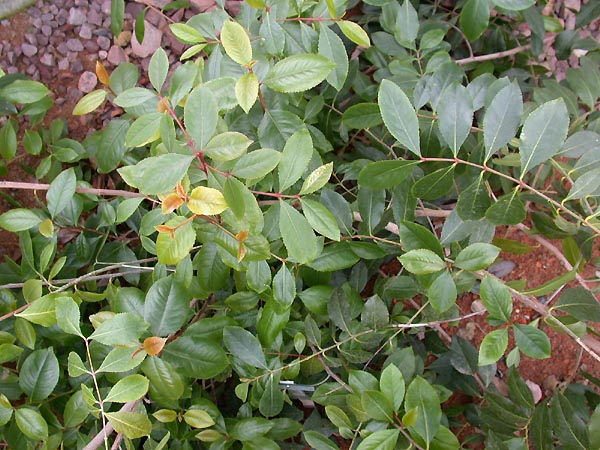
Kata jedlá (Catha edulis)
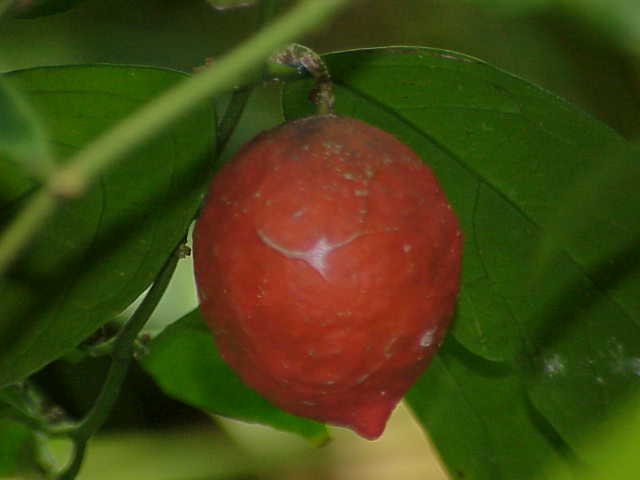
Plod salacie Salacia lembachii
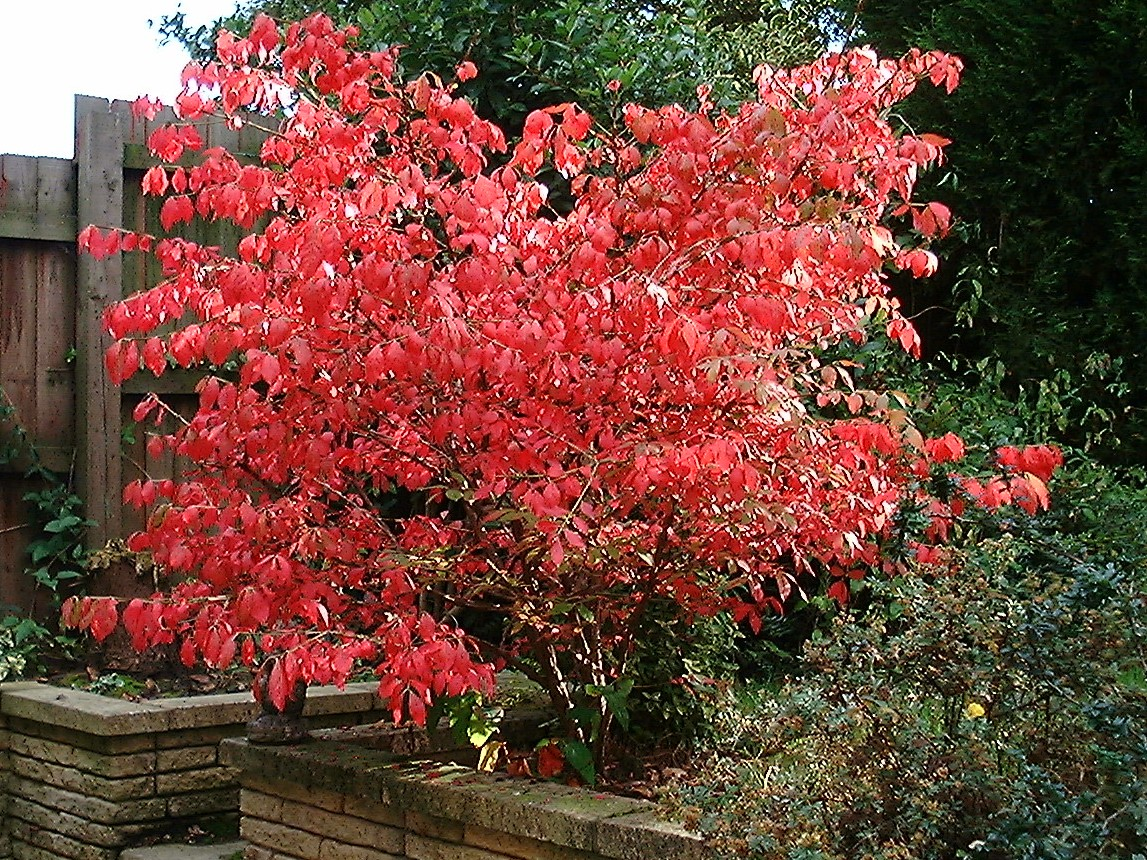
Podzimní zbarvení brslenu křídlatého (Euonymus alatus)
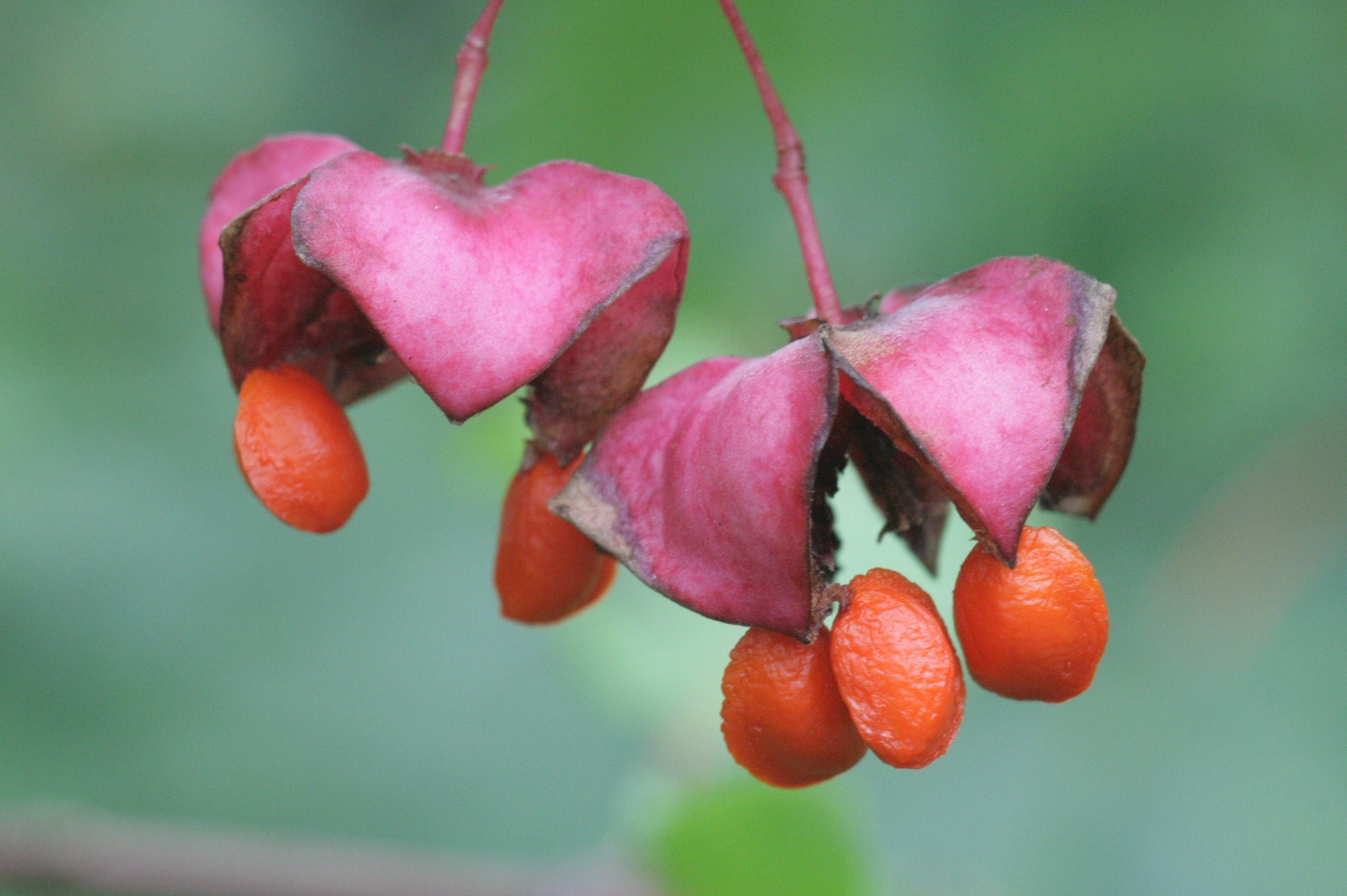
Plody brslenu širokolistého (E. latifolius)

## Seznam rodů
Acanthothamnus,
Allocassine,
Anthodon,
Apatophyllum,
Apodostigma,
Arnicratea,
Bequaertia,
Brassiantha,
Brexia,
Brexiella,
Campylostemon,
Canotia,
Cassine,
Catha,
Celastrus,
Cheiloclinium,
Crossopetalum,
Cuervea,
Denhamia,
Dicarpellum,
Dinghoua,
Elachyptera,
Elaeodendron,
Empleuridium,
Euonymus,
Evonymopsis,
Fraunhofera,
Glyptopetalum,
Goniodiscus,
Gyminda,
Gymnosporia (vč. Gloveria),
Hartogiopsis,
Haydenoxylon,
Hedraianthera,
Helictonema,
Hexaspora,
Hippocratea,
Hylenaea,
Hypsophila,
Kokoona,
Lauridia,
Lepuropetalon,
Loeseneriella,
Lophopetalum,
Lydenburgia,
Macgregoria,
Maurocenia,
Maytenus (vč. Tricerma),
Menepetalum,
Microtropis,
Monimopetalum,
Mortonia,
Mystroxylon,
Nicobariodendron,
Orthosphenia,
Parnassia,
Paxistima,
Peripterygia,
Peritassa,
Plagiopteron,
Platypterocarpus,
Plenckia,
Pleurostylia,
Polycardia,
Pottingeria,
Prionostemma,
Pristimera,
Psammomoya,
Pseudosalacia,
Ptelidium,
Pterocelastrus,
Putterlickia,
Quetzalia,
Reissantia,
Robsonodendron,
Rzedowskia,
Salacia,
Salacighia,
Salaciopsis,
Salvadoropsis,
Sarawakodendron,
Schaefferia,
Semialarium,
Simicratea,
Siphonodon,
Stackhousia,
Tetrasiphon,
Thyrsosalacia,
Tontelea,
Torralbasia,
Tripterococcus,
Tripterygium,
Tristemonanthus,
Trochantha,
Wilczekra,
Wimmeria,
Xylonymus,
Zinowiewia